# Pfaffenhoffen
 Pfaffenhoffen (en alsacià Pfaffoffe) és un antic municipi i actual municipi delegat francès, situat a la regió del Gran Est, al departament del Baix Rin. L'any 2006 tenia 3.027 habitants.
A finals del 2015 es va unir als municipis de La Walck i Uberach i crear Val de Moder.

## Demografia
| 1962  | 1968  | 1975  | 1982  | 1990  | 1999  |
| ----- | ----- | ----- | ----- | ----- | ----- |
| 1.802 | 2.098 | 2.306 | 2.261 | 2.285 | 2.468 |

## Administració
| Període   | Identitat        | Partit |
| --------- | ---------------- | ------ |
| 1971-1979 | André Haarscher  | DVD    |
| 1979-1983 | Edgard Knecht    | DVD    |
| 1983-2001 | Jacques Zebst    | DVD    |
| 2001-     | Pierre Marmillod | UDF    |

## Personatges il·lustres
- Alfred Krieger, polític i resistent.
- Louis Moritz Trautmann, creador de la companyia cervesera barcelonina Moritz.